# Galeodes franki
Galeodes franki är en spindeldjursart som först beskrevs av Kraus 1959.  Galeodes franki ingår i släktet Galeodes och familjen Galeodidae. Inga underarter finns listade i Catalogue of Life.